# Клюквинское сельское поселение
Клюквинское се́льское поселе́ние — муниципальное образование в Верхнекетском районе Томской области Российской Федерации.
Административный центр и единственный населённый пункт в сельском поселении — посёлок Клюквинка.

## История
Статус и границы сельского поселения установлены Законом Томской области от 10 сентября 2004 года № 199-ОЗ О наделении статусом муниципального района, поселения (городского, сельского) и установлении границ муниципальных образований на территории Верхнекетского района.

## Население
| 2002  | 2010  | 2012  | 2013  | 2014  | 2015  | 2016  |
| ----- | ----- | ----- | ----- | ----- | ----- | ----- |
| 1510  | ↘1462 | ↘1404 | ↘1402 | ↘1387 | ↘1346 | ↘1319 |
| 2017  | 2018  | 2019  | 2020  | 2021  |       |       |
| ↘1295 | ↘1265 | ↘1229 | ↘1225 | ↘1212 |       |       |

## Местное самоуправление
Глава поселения — Анастасия Геннадиевна Соловьёва.